# Neoplecostomus
Neoplecostomus és un gènere de peixos de la família dels loricàrids i de l'ordre dels siluriformes.

## Distribució geogràfica
Es troba a Sud-amèrica.

## Taxonomia
- Neoplecostomus corumba (Zawadzki, Pavanelli & Langeani, 2008)[3]
- Neoplecostomus espiritosantensis (Langeani, 1990)
- Neoplecostomus franciscoensis (Langeani, 1990)
- Neoplecostomus granosus (Valenciennes, 1840)
- Neoplecostomus microps (Steindachner, 1877)
- Neoplecostomus paranensis (Langeani, 1990)
- Neoplecostomus ribeirensis (Langeani, 1990)
- Neoplecostomus selenae (Zawadzki, Pavanelli & Langeani, 2008)[3]
- Neoplecostomus variipictus (Bizerril, 1995)
- Neoplecostomus yapo (Zawadzki, Pavanelli & Langeani, 2008)[3][4][5][6][7][8][9][10]